# Emotions (MAN WITH A MISSION單曲)
《Emotions》是日本樂團MAN WITH A MISSION的第2張單曲，於2013年2月20日由日本皇冠發行。

## 概要
本單曲以初回限定版和通常版兩種形式發行，初回限定版附有MAN WITH A MISSION標誌的鑰匙圈特典。單曲的封面人物為成員Kamikaze Boy。
主打歌曲〈Emotions〉的概念從一開始便打算加入鮮明的戲劇性元素，透過音樂開頭的英語訊息、多聲部的開場合唱，以及直接呈現的弦樂，使其更能透過視覺與聽覺的方式呈現。音樂錄影帶與歌曲的世界觀也相互呼應。該曲於2013年2月22日於朝日電視台的音樂節目《MUSIC STATION》亮相，首次現場演出並進行現場演奏。此外，該曲目還被選為2013年4月上映的電影《HK 瘋狂假面》的主題曲。

## 收錄曲目
| CD       | CD                      | CD                            | CD              | CD    |
| 曲序     | 曲目                    |                               | 作曲            | 时长  |
| -------- | ----------------------- | ----------------------------- | --------------- | ----- |
| 1.       | Emotions                | Kamikaze Boy、Jean-Ken Johnny | Kamikaze Boy    | 4:42  |
| 2.       | Take What U Want        | Jean-Ken Johnny               | Jean-Ken Johnny | 3:30  |
| 3.       |                         | Jean-Ken Johnny               | Jean-Ken Johnny | 5:32  |
| 4.       | Bubble of Life（remix） | Kamikaze Boy、Jean-Ken Johnny | Kamikaze Boy    | 4:16  |
| 总时长： | 总时长：                | 总时长：                      | 总时长：        | 18:01 |

## 商業搭配
Emotions
- 電影《HK 瘋狂假面》主題曲。
- 朝日電視台《お願い!ランキング》片尾曲。
- 地方賽馬全國協會 JBC2022特別宣傳影片、電視廣告篇。

## 收錄專輯
- 《Tales of Purefly（日语：Tales of Purefly）》[9]
- 《5 Years 5 Wolves 5 Souls（日语：5 Years 5 Wolves 5 Souls）》[10]